# Eremomela scotops
La eremomela coroniverde  (Eremomela scotops) es una especie de ave paseriforme de la familia Cisticolidae propia de África.

## Distribución y hábitat
Se encuentra en Angola, Botsuana, Burundi, República del Congo, República Democrática del Congo, Gabón, Kenia, Malawi, Mozambique, Namibia, Ruanda, Sudáfrica, Suazilandia, Tanzania, Uganda, Zambia, y Zimbabue. Sus hábitats naturales son los bosques secos subtropicales y la sabana seca.

## Subespecies

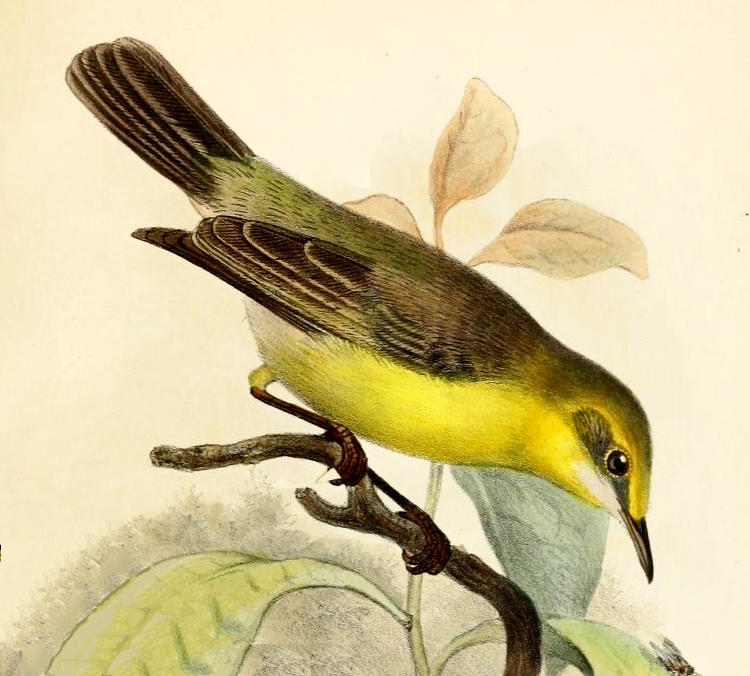
Ilustración de Joseph Smit.

Existen cinco subespecies reconocidas:
- E. s. congensis Reichenow, 1905 – Gabón a Angola y República Democrática del Congo
- E. s. pulchra (Bocage, 1878) – Angola, República Democrática del Congo, Zambia, Malawi, Namibia y Botsuana
- E. s. citriniceps (Reichenow, 1882) – Uganda, Kenia, Tanzania, Ruanda y Burundi
- E. s. kikuyuensis van Someren, 1931 – Kenia
- E. s. scotops Sundevall, 1850 – Kenia costera, el este de Malawi hasta el norte de Sudáfrica